# Dmitri Sautin

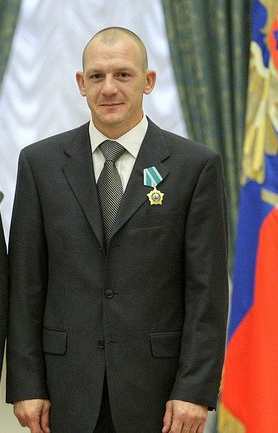

Dmitri Ivánovich Sautin (en ruso, Дмитрий Ива́нович Саутин, n. 15 de marzo de 1975 en Vorónezh) es un saltador ruso que compite en las tres categorías de Clavados, plataforma de 10 m, trampolín de 1 m y de 3 m. 
En su palmarés se encuentran 2 medallas de oro, 1 de plata y 4 de bronce, todas ellas olímpicas, y numerosos campeonatos mundiales y europeos, convirtiéndose así en el saltador masculino ruso más laureado de los últimos tiempos.

## Palmarés internacional

### Juegos Olímpicos
| Año  | Lugar                     | Puesto      | Categoría    |
| ---- | ------------------------- | ----------- | ------------ |
| 1992 | Barcelona ( España)       |             | 3 m          |
| 1996 | Atlanta ( Estados Unidos) |             | 10 m         |
| 2000 | Sídney ( Australia)       |             | 10 m sincro. |
| 2000 | Sídney ( Australia)       | 3 m sincro. |              |
| 2000 | Sídney ( Australia)       | 3 m         |              |
| 2000 | Sídney ( Australia)       | 10 m        |              |
| 2004 | Atenas ( Grecia)          |             | 3 m          |

### Campeonatos Mundiales
| Año  | Lugar                  | Puesto      | Categoría   |
| ---- | ---------------------- | ----------- | ----------- |
| 1994 | Roma ( Italia)         |             | 10 m        |
| 1994 | Roma ( Italia)         | 3 m         |             |
| 1998 | Perth ( Australia)     |             | 3 m         |
| 1998 | Perth ( Australia)     | 10 m        |             |
| 2001 | Fukuoka ( Japón)       |             | 3 m         |
| 2001 | Fukuoka ( Japón)       | 3 m sincro. |             |
| 2003 | Barcelona ( España)    |             | 3 m sincro. |
| 2003 | Barcelona ( España)    | 3 m         |             |
| 2005 | Montreal ( Canadá)     | —           | —           |
| 2007 | Melbourne ( Australia) |             | 3 m         |

### Campeonatos Europeos
| Año  | Lugar                     | Puesto       | Categoría   |
| ---- | ------------------------- | ------------ | ----------- |
| 1991 | Atenas ( Grecia)          |              | 10 m        |
| 1993 | Sheffield ( Reino Unido)  |              | 10 m        |
| 1993 | Sheffield ( Reino Unido)  | 3 m          |             |
| 1995 | Viena ( Austria)          |              | 3 m         |
| 1995 | Viena ( Austria)          | 10 m         |             |
| 1997 | Sevilla ( España)         |              | 3 m         |
| 1999 | Estambul ( Turquía)       |              | 10 m        |
| 2000 | Helsinki ( Finlandia)     |              | 3 m         |
| 2000 | Helsinki ( Finlandia)     | 10 m         |             |
| 2000 | Helsinki ( Finlandia)     | 10 m sincro. |             |
| 2000 | Helsinki ( Finlandia)     | 3 m sincro.  |             |
| 2002 | Berlín ( Alemania)        |              | 3 m         |
| 2002 | Berlín ( Alemania)        | 3 m sincro.  |             |
| 2004 | Madrid ( España)          | —            | —           |
| 2006 | Budapest ( Hungría)       |              | 3 m         |
| 2006 | Budapest ( Hungría)       | 3 m sincro.  |             |
| 2008 | Eindhoven ( Países Bajos) |              | 3 m         |
| 2008 | Eindhoven ( Países Bajos) | 3 m sincro.  |             |
| 2010 | Budapest ( Hungría)       |              | 3 m sincro. |

## Medallero total
| Núm. | País    | Oro | Plata | Bronce | Total |
| ---- | ------- | --- | ----- | ------ | ----- |
| 1    | JJ. OO. | 2   | 1     | 4      | 7     |
| 2    | C.M.    | 5   | 1     | 3      | 9     |
| 3    | C.E.    | 12  | 4     | 2      | 18    |
|      | TOTAL   | 19  | 6     | 9      | 34    |

- Datos: Q555752
- Multimedia: Dmitriy Sautin / Q555752